# Ehrenplakette der Luftflotte 2

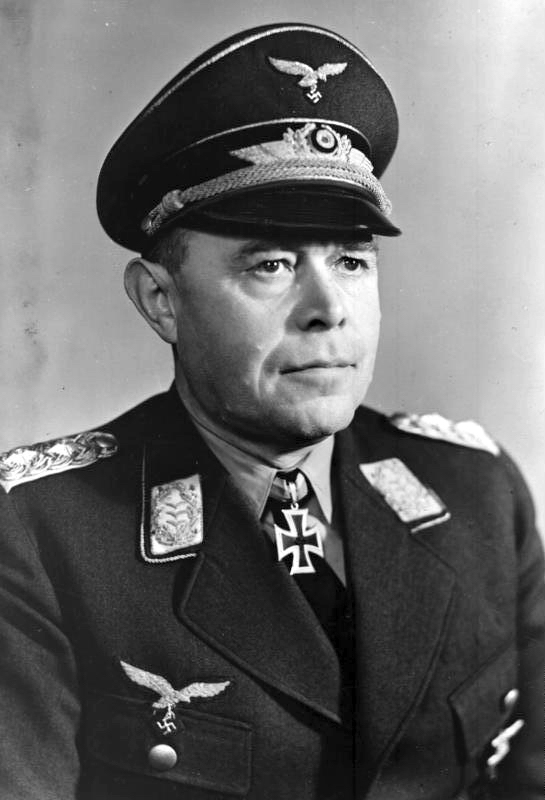
Albert Kesselring galt als Stifter der Ehrenplakette der Luftflotte 2

Die Ehrenplakette der Luftflotte 2 war eine nichttragbare Auszeichnung der deutschen Luftwaffe während des Zweiten Weltkrieges, die vom Generalfeldmarschall Albert Kesselring, in seiner Eigenschaft als Oberbefehlshaber der Luftflotte 2, Oktober 1941 als Anerkennung für hervorragende technische Verdienste im „Russlandfeldzug“ gestiftet wurde. Als Besonderheit ist zu vermerken, dass die Ehrenplakette nicht verliehen, sondern überreicht wurde.
Die in schwarzem Gusseisen gehaltene Ehrenplakette mit einem erhaben geprägten Rand ist 186 mm hoch und 156 mm breit. Sie zeigt in ihrem oberen Abschnitt den Luftwaffenadler, der in seinen Fängen ein auf den Kopf stehendes Hakenkreuz hält sowie die darunter liegende vierzeilige Inschrift: FÜR / HERVORRAGENDE / TECHNISCHE LEISTUNGEN / IM OSTEN. Daran anschließend ist die Unterschrift Kesselrings als Faksimile Kesselring zu lesen, unter der sein militärischer Rang GENERALFELDMARSCHALL / CHEF DER LUFTFLOTTE 2 steht. Die dazugehörige Urkunde im Format DIN A4 beinhaltet neben den Satz: In Anerkennung / der hervorragenden technischen Verdienste / im Feldzug gegen Sowjet-Russland / überreiche ich dem ... die Ehrenplakette der Luftflotte 2. den Zusatzsatz: Ich verbinde damit das Vertrauen auf wei- / teren tatkräftigen Einsatz zum Erringen des / Endsieges..